# Élections fédérales canadiennes de 2025 en Alberta
Les élections fédérales canadiennes de 2025 en Alberta ont lieu le 28 avril 2025, comme dans le reste du Canada. La province est représentée par 37 députés à la Chambre des communes, soit trois sièges de plus que lors des précédentes élections fédérales.

## Résultats par parti

### Résultats généraux
| Parti                    | Parti                              | Voix      | %     | +/-           | Sièges | +/-           |
| ------------------------ | ---------------------------------- | --------- | ----- | ------------- | ------ | ------------- |
|                          | Conservateur (PCC)                 | 1 442 094 | 63,61 | 8,34          | 34     | 4             |
|                          | Libéral (PLC)                      | 631 929   | 27,87 | 12,37         | 2      | en stagnation |
|                          | Nouveau Parti démocratique (NPD)   | 142 198   | 6,27  | 12,8          | 1      | 1             |
|                          | Parti populaire (PPC)              | 19 701    | 0,87  | 6,48          | 0      | en stagnation |
|                          | Parti vert (PVC)                   | 8 947     | 0,39  | 0,52          | 0      | en stagnation |
|                          | Parti de l'héritage chrétien (PHC) | 3 604     | 0,16  | 0,05          | 0      | en stagnation |
|                          | Parti uni du Canada (PUC)          | 3 030     | 0,13  | Nv.           | 0      | Nv.           |
|                          | Parti avenir Canada (PAC)          | 1 079     | 0,05  | Nv.           | 0      | Nv.           |
|                          | Parti communiste (PCC)             | 865       | 0,04  | 0,01          | 0      | en stagnation |
|                          | Libertarien (PLC)                  | 623       | 0,03  | 0,03          | 0      | en stagnation |
|                          | Parti rhinocéros                   | 616       | 0,03  | 0,02          | 0      | en stagnation |
|                          | Parti marxiste-léniniste (PCC-ML)  | 511       | 0,02  | 0,03          | 0      | en stagnation |
|                          | Parti centriste                    | 107       | 0,00  | en stagnation | 0      | en stagnation |
|                          | Indépendants                       | 11 926    | 0,53  | 0,4           | 0      | en stagnation |
|                          |                                    |           |       |               |        |               |
| Suffrages exprimés       | Suffrages exprimés                 | 2 267 230 | 99,37 |               |        |               |
| Votes blancs ou nuls     | Votes blancs ou nuls               | 14 431    | 0,63  |               |        |               |
| Total                    | Total                              | 2 281 661 | 100   | -             | 37     | 3             |
| Abstention               | Abstention                         | 954 844   | 29,50 |               |        |               |
| Inscrits / participation | Inscrits / participation           | 3 236 505 | 70,50 |               |        |               |

### Élus
| Circonscription                 | Député(e) sortant(e)    | Député(e) sortant(e)    | Député(e) sortant(e)    | Député(e) élu(e)  | Député(e) élu(e)      | Député(e) élu(e) |
| Circonscription                 | Nom                     | Nom                     | Parti                   | Nom               | Nom                   | Parti            |
| ------------------------------- | ----------------------- | ----------------------- | ----------------------- | ----------------- | --------------------- | ---------------- |
| Airdrie—Cochrane                | Circonscription créée   | Circonscription créée   | Circonscription créée   |                   | Blake Richards        | PCC              |
| Battle River—Crowfoot           |                         | Damien Kurek            | PCC                     | Damien Kurek      | PCC                   |                  |
| Bow River                       | Martin Shields          | PCC                     | David Bexte             | PCC               |                       |                  |
| Calgary-Centre                  | Greg McLean             | PCC                     | Greg McLean             | PCC               |                       |                  |
| Calgary Confederation           | Len Webber              | PCC                     |                         | Corey Hogan       | PLC                   |                  |
| Calgary Crowfoot                | Pat Kelly               | PCC                     |                         | Pat Kelly         | PCC                   |                  |
| Calgary-Est                     | Circonscription créée   | Circonscription créée   | Circonscription créée   | Jasraj Hallan     | PCC                   |                  |
| Calgary Heritage                |                         | Shuvaloy Majumdar       | PCC                     | Shuvaloy Majumdar | PCC                   |                  |
| Calgary McKnight                | Circonscription créée   | Circonscription créée   | Circonscription créée   | Dalwinder Gill    | PCC                   |                  |
| Calgary Midnapore               |                         | Stephanie Kusie         | PCC                     | Stephanie Kusie   | PCC                   |                  |
| Calgary Nose Hill               | Michelle Rempel         | PCC                     | Michelle Rempel         | PCC               |                       |                  |
| Calgary Shepard                 | Tom Kmiec               | PCC                     | Tom Kmiec               | PCC               |                       |                  |
| Calgary Signal Hill             | Ron Liepert             | PCC                     | David GL McKenzie       | PCC               |                       |                  |
| Calgary Skyview                 |                         | George Chahal           | PLC                     | Amanpreet S. Gill | PCC                   |                  |
| Edmonton-Centre                 | Randy Boissonnault      | PLC                     |                         | Eleanor Olszewski | PLC                   |                  |
| Edmonton Gateway                | Circonscription créée   | Circonscription créée   | Circonscription créée   |                   | Tim Uppal             | PCC              |
| Edmonton Griesbach              |                         | Blake Desjarlais        | NPD                     | Kerry Diotte      | PCC                   |                  |
| Edmonton Manning                |                         | Ziad Aboultaif          | PCC                     | Ziad Aboultaif    | PCC                   |                  |
| Edmonton-Nord-Ouest             | Circonscription créée   | Circonscription créée   | Circonscription créée   | Billy Morin       | PCC                   |                  |
| Edmonton-Ouest                  |                         | Kelly McCauley          | PCC                     | Kelly McCauley    | PCC                   |                  |
| Edmonton Riverbend              | Matt Jeneroux           | PCC                     | Matt Jeneroux           | PCC               |                       |                  |
| Edmonton Strathcona             |                         | Heather McPherson       | NPD                     |                   | Heather McPherson     | NPD              |
| Edmonton-Sud-Est                | Circonscription créée   | Circonscription créée   | Circonscription créée   |                   | Jagsharan Singh Mahal | PCC              |
| Foothills                       |                         | John Barlow             | PCC                     | John Barlow       | PCC                   |                  |
| Fort McMurray—Cold Lake         | Laila Goodridge         | PCC                     | Laila Goodridge         | PCC               |                       |                  |
| Grande Prairie                  | Chris Warkentin         | PCC                     | Chris Warkentin         | PCC               |                       |                  |
| Lakeland                        | Shannon Stubbs          | PCC                     | Shannon Stubbs          | PCC               |                       |                  |
| Leduc—Wetaskiwin                | Circonscription créée   | Circonscription créée   | Circonscription créée   | Mike Lake         | PCC                   |                  |
| Lethbridge                      |                         | Rachael Thomas          | PCC                     | Rachael Thomas    | PCC                   |                  |
| Medicine Hat—Cardston—Warner    | Glen Motz               | PCC                     | Glen Motz               | PCC               |                       |                  |
| Parkland                        | Circonscription créée   | Circonscription créée   | Circonscription créée   | Dane Lloyd        | PCC                   |                  |
| Peace River—Westlock            |                         | Arnold Viersen          | PCC                     | Arnold Viersen    | PCC                   |                  |
| Ponoka—Didsbury                 | Circonscriptions créées | Circonscriptions créées | Circonscriptions créées | Blaine Calkins    | PCC                   |                  |
| Red Deer                        | Circonscriptions créées | Circonscriptions créées | Circonscriptions créées | Burton Bailey     | PCC                   |                  |
| Sherwood Park—Fort Saskatchewan |                         | Garnett Genuis          | PCC                     | Garnett Genuis    | PCC                   |                  |
| St. Albert—Sturgeon River       | Circonscription créée   | Circonscription créée   | Circonscription créée   | Michael Cooper    | PCC                   |                  |
| Yellowhead                      |                         | Gerald Soroka           | PCC                     | William Stevenson | PCC                   |                  |

## Résultats par circonscriptions

### Airdrie—Cochrane
| Parti                  | Parti                  | Candidat               | Votes  | %     | Maj.   |  |
| ---------------------- | ---------------------- | ---------------------- | ------ | ----- | ------ |  |
|                        | Conservateur           | Blake Richards         | 50 252 | 71,22 | 33 538 |  |
|                        | Libéral                | Sean Secord            | 16 714 | 23,69 |        |  |
|                        | NPD                    | Sarah Zagoda           | 2 591  | 3,67  |        |  |
|                        | Libertarien            | David Sabine           | 623    | 0,88  |        |  |
|                        | Héritage chrétien      | Christopher Bell       | 380    | 0,54  |        |  |
|                        |                        |                        |        |       |        |  |
| Votes valides          | Votes valides          | Votes valides          | 70 560 | 99,36 |        |  |
| Bulletins nuls         | Bulletins nuls         | Bulletins nuls         | 457    | 0,64  |        |  |
| Total                  | Total                  | Total                  | 71 017 | 100   |        |  |
| Abstention             | Abstention             | Abstention             | 23 164 | 24,60 |        |  |
| Inscrits/Participation | Inscrits/Participation | Inscrits/Participation | 94 181 | 75,40 |        |  |

### Battle River—Crowfoot
| Parti                  | Parti                  | Candidat               | Votes  | %     | +/-   | Maj.   |
| ---------------------- | ---------------------- | ---------------------- | ------ | ----- | ----- | ------ |
|                        | Conservateur           | Damien Kurek           | 53 684 | 82,84 | 11,55 | 46 118 |
|                        | Libéral                | Brent Sutton           | 7 566  | 11,67 | 7,38  |        |
|                        | NPD                    | James MacKay           | 2 061  | 3,18  | 6,64  |        |
|                        | Parti populaire        | Jonathan Bridges       | 1 022  | 1,58  | 7,69  |        |
|                        | Vert                   | Douglas Gook           | 474    | 0,73  | 0,21  |        |
|                        |                        |                        |        |       |       |        |
| Votes valides          | Votes valides          | Votes valides          | 64 807 | 99,40 |       |        |
| Bulletins nuls         | Bulletins nuls         | Bulletins nuls         | 391    | 0,60  |       |        |
| Total                  | Total                  | Total                  | 65 198 | 100   |       |        |
| Abstention             | Abstention             | Abstention             | 20 039 | 23,51 |       |        |
| Inscrits/Participation | Inscrits/Participation | Inscrits/Participation | 85 237 | 76,49 |       |        |

### Bow River
| Parti                  | Parti                  | Candidat               | Votes  | %     | +/-  | Maj.   |
| ---------------------- | ---------------------- | ---------------------- | ------ | ----- | ---- | ------ |
|                        | Conservateur           | David Bexte            | 44 605 | 78,87 | 9,11 | 35 043 |
|                        | Libéral                | Bentley Barnes         | 9 562  | 16,91 | 9,34 |        |
|                        | NPD                    | Louisa Gwin            | 1 689  | 2,99  | 6,25 |        |
|                        | Héritage chrétien      | Tom Lipp               | 402    | 0,71  | 0,05 |        |
|                        | Parti uni              | Aaron Patton           | 296    | 0,52  | Nv.  |        |
|                        |                        |                        |        |       |      |        |
| Votes valides          | Votes valides          | Votes valides          | 56 554 | 99,31 |      |        |
| Bulletins nuls         | Bulletins nuls         | Bulletins nuls         | 391    | 0,69  |      |        |
| Total                  | Total                  | Total                  | 56 945 | 100   |      |        |
| Abstention             | Abstention             | Abstention             | 27 562 | 32,62 |      |        |
| Inscrits/Participation | Inscrits/Participation | Inscrits/Participation | 84 507 | 67,38 |      |        |

### Calgary-Centre
| Parti                  | Parti                  | Candidat               | Votes  | %     | +/-   | Maj.  |
| ---------------------- | ---------------------- | ---------------------- | ------ | ----- | ----- | ----- |
|                        | Conservateur           | Greg McLean            | 31 604 | 50,21 | 1,09  | 2 753 |
|                        | Libéral                | Lindsay Luhnau         | 28 824 | 45,79 | 16,08 |       |
|                        | NPD                    | Beau Shaw              | 1 665  | 2,65  | 13,72 |       |
|                        | Vert                   | Jayden Baldonado       | 365    | 0,58  | 1,06  |       |
|                        | Parti populaire        | Robert Hawley          | 362    | 0,58  | Nv.   |       |
|                        | Rhinocéros             | Scott Fea              | 126    | 0,20  | Nv.   |       |
|                        |                        |                        |        |       |       |       |
| Votes valides          | Votes valides          | Votes valides          | 62 946 | 99,39 |       |       |
| Bulletins nuls         | Bulletins nuls         | Bulletins nuls         | 387    | 0,61  |       |       |
| Total                  | Total                  | Total                  | 63 333 | 100   |       |       |
| Abstention             | Abstention             | Abstention             | 27 927 | 30,60 |       |       |
| Inscrits/Participation | Inscrits/Participation | Inscrits/Participation | 91 260 | 69,40 |       |       |

### Calgary Confederation
| Parti                  | Parti                  | Candidat               | Votes  | %     | +/-   | Maj.  |
| ---------------------- | ---------------------- | ---------------------- | ------ | ----- | ----- | ----- |
|                        | Libéral                | Corey Hogan            | 33 112 | 48,10 | 19,61 | 1 273 |
|                        | Conservateur           | Jeremy Nixon           | 31 839 | 46,25 | 0,22  |       |
|                        | NPD                    | Keira Gunn             | 2 844  | 4,13  | 13,01 |       |
|                        | Vert                   | Richard Willott        | 400    | 0,58  | 3,14  |       |
|                        | Parti populaire        | Artyom Ovsepyan        | 302    | 0,44  | 3,89  |       |
|                        | PAC                    | Jeffrey Reid Marsh     | 198    | 0,29  | Nv.   |       |
|                        | Marxiste-léniniste     | Kevan Hunter           | 144    | 0,21  | 0,08  |       |
|                        |                        |                        |        |       |       |       |
| Votes valides          | Votes valides          | Votes valides          | 68 839 | 99,30 |       |       |
| Bulletins nuls         | Bulletins nuls         | Bulletins nuls         | 483    | 0,70  |       |       |
| Total                  | Total                  | Total                  | 69 322 | 100   |       |       |
| Abstention             | Abstention             | Abstention             | 22 696 | 24,66 |       |       |
| Inscrits/Participation | Inscrits/Participation | Inscrits/Participation | 92 018 | 75,34 |       |       |

### Calgary Crowfoot
| Parti                  | Parti                  | Candidat               | Votes  | %     | +/-   | Maj.   |
| ---------------------- | ---------------------- | ---------------------- | ------ | ----- | ----- | ------ |
|                        | Conservateur           | Pat Kelly              | 39 971 | 58,84 | 4,31  | 14 590 |
|                        | Libéral                | Shahnaz Munir          | 25 386 | 37,37 | 15,13 |        |
|                        | NPD                    | Jim Samuelson          | 1 741  | 2,56  | 13,7  |        |
|                        | Parti populaire        | Yvonne Snyder          | 360    | 0,53  | 4,01  |        |
|                        | Vert                   | Nanette Nerland        | 346    | 0,51  | 1,08  |        |
|                        | Indépendant            | Lachlan Van Egmond     | 131    | 0,19  | Nv.   |        |
|                        |                        |                        |        |       |       |        |
| Votes valides          | Votes valides          | Votes valides          | 67 935 | 99,48 |       |        |
| Bulletins nuls         | Bulletins nuls         | Bulletins nuls         | 358    | 0,52  |       |        |
| Total                  | Total                  | Total                  | 68 293 | 100   |       |        |
| Abstention             | Abstention             | Abstention             | 23 283 | 25,42 |       |        |
| Inscrits/Participation | Inscrits/Participation | Inscrits/Participation | 91 576 | 74,58 |       |        |

### Calgary-Est
| Parti                  | Parti                  | Candidat               | Votes  | %     | Maj.   |  |
| ---------------------- | ---------------------- | ---------------------- | ------ | ----- | ------ |  |
|                        | Conservateur           | Jasraj Hallan          | 32 490 | 60,53 | 15 428 |  |
|                        | Libéral                | Priti Obhrai-Martin    | 17 062 | 31,79 |        |  |
|                        | NPD                    | Jennifer Geha          | 2 092  | 3,90  |        |  |
|                        | Parti populaire        | Harry Dhillon          | 908    | 1,69  |        |  |
|                        | Vert                   | Carey Rutherford       | 664    | 1,24  |        |  |
|                        | Héritage chrétien      | Garry Dirk             | 321    | 0,60  |        |  |
|                        | Communiste             | Jonathan Trautman      | 137    | 0,26  |        |  |
|                        |                        |                        |        |       |        |  |
| Votes valides          | Votes valides          | Votes valides          | 53 674 | 99,13 |        |  |
| Bulletins nuls         | Bulletins nuls         | Bulletins nuls         | 469    | 0,87  |        |  |
| Total                  | Total                  | Total                  | 54 143 | 100   |        |  |
| Abstention             | Abstention             | Abstention             | 35 247 | 39,43 |        |  |
| Inscrits/Participation | Inscrits/Participation | Inscrits/Participation | 89 390 | 60,57 |        |  |

### Calgary Heritage
| Parti                  | Parti                  | Candidat               | Votes  | %     | +/-   | Maj.   |
| ---------------------- | ---------------------- | ---------------------- | ------ | ----- | ----- | ------ |
|                        | Conservateur           | Shuvaloy Majumdar      | 42 088 | 61,45 | 3,79  | 18 414 |
|                        | Libéral                | Scott Arnott           | 23 673 | 34,56 | 17,83 |        |
|                        | NPD                    | Becki Zimmerman        | 1 691  | 2,47  | 14,94 |        |
|                        | Vert                   | Ravenmoon Crocker      | 493    | 0,72  | 0,71  |        |
|                        | Indépendant            | Chris Galas            | 280    | 0,41  | Nv.   |        |
|                        | Héritage chrétien      | Larry R. Heather       | 268    | 0,39  | Nv.   |        |
|                        |                        |                        |        |       |       |        |
| Votes valides          | Votes valides          | Votes valides          | 68 493 | 99,50 |       |        |
| Bulletins nuls         | Bulletins nuls         | Bulletins nuls         | 372    | 0,50  |       |        |
| Total                  | Total                  | Total                  | 68 865 | 100   |       |        |
| Abstention             | Abstention             | Abstention             | 23 878 | 25,75 |       |        |
| Inscrits/Participation | Inscrits/Participation | Inscrits/Participation | 92 743 | 74,25 |       |        |

### Calgary McKnight
| Parti                  | Parti                  | Candidat                   | Votes  | %     | Maj.  |  |
| ---------------------- | ---------------------- | -------------------------- | ------ | ----- | ----- |  |
|                        | Conservateur           | Dalwinder Gill             | 20 863 | 49,11 | 1 317 |  |
|                        | Libéral                | George Chahal              | 19 546 | 46,01 |       |  |
|                        | NPD                    | Arlington Antonio Santiago | 1 204  | 2,83  |       |  |
|                        | Parti populaire        | Najeeb Butt                | 323    | 0,76  |       |  |
|                        | Vert                   | Evelyn Tanaka              | 273    | 0,64  |       |  |
|                        | PAC                    | Benjamin Cridland          | 162    | 0,38  |       |  |
|                        | Centriste              | Syed Hasnain               | 107    | 0,25  |       |  |
|                        |                        |                            |        |       |       |  |
| Votes valides          | Votes valides          | Votes valides              | 42 478 | 98,56 |       |  |
| Bulletins nuls         | Bulletins nuls         | Bulletins nuls             | 622    | 1,44  |       |  |
| Total                  | Total                  | Total                      | 43 100 | 100   |       |  |
| Abstention             | Abstention             | Abstention                 | 32 374 | 42,89 |       |  |
| Inscrits/Participation | Inscrits/Participation | Inscrits/Participation     | 75 474 | 57,11 |       |  |

### Calgary Midnapore
| Parti                  | Parti                  | Candidat               | Votes  | %     | +/-   | Maj.   |
| ---------------------- | ---------------------- | ---------------------- | ------ | ----- | ----- | ------ |
|                        | Conservateur           | Stephanie Kusie        | 48 131 | 65,54 | 4,88  | 26 152 |
|                        | Libéral                | Sunjiv Raval           | 21 979 | 29,93 | 17,61 |        |
|                        | NPD                    | Austin Mullins         | 2 271  | 3,09  | 15,24 |        |
|                        | Parti populaire        | Colin Kindret          | 556    | 0,76  | 5,33  |        |
|                        | Vert                   | Adam Delgado           | 495    | 0,67  | 0,68  |        |
|                        |                        |                        |        |       |       |        |
| Votes valides          | Votes valides          | Votes valides          | 73 432 | 99,46 |       |        |
| Bulletins nuls         | Bulletins nuls         | Bulletins nuls         | 397    | 0,54  |       |        |
| Total                  | Total                  | Total                  | 73 829 | 100   |       |        |
| Abstention             | Abstention             | Abstention             | 25 441 | 25,63 |       |        |
| Inscrits/Participation | Inscrits/Participation | Inscrits/Participation | 99 270 | 74,37 |       |        |

### Calgary Nose Hill
| Parti                  | Parti                  | Candidat               | Votes  | %     | +/-   | Maj.   |
| ---------------------- | ---------------------- | ---------------------- | ------ | ----- | ----- | ------ |
|                        | Conservateur           | Michelle Rempel Garner | 36 597 | 59,42 | 3,85  | 14 316 |
|                        | Libéral                | Tom Becker             | 22 276 | 36,17 | 15,71 |        |
|                        | NPD                    | Ahmed Khan             | 1 975  | 3,21  | 13,66 |        |
|                        | Vert                   | Addison Fach           | 430    | 0,70  | 0,56  |        |
|                        | Rhinocéros             | Vanessa Wang           | 199    | 0,33  | 0,24  |        |
|                        | Marxiste-léniniste     | Peggy Askin            | 115    | 0,19  | 0,02  |        |
|                        |                        |                        |        |       |       |        |
| Votes valides          | Votes valides          | Votes valides          | 61 592 | 99,52 |       |        |
| Bulletins nuls         | Bulletins nuls         | Bulletins nuls         | 298    | 0,48  |       |        |
| Total                  | Total                  | Total                  | 61 890 | 100   |       |        |
| Abstention             | Abstention             | Abstention             | 26 847 | 30,25 |       |        |
| Inscrits/Participation | Inscrits/Participation | Inscrits/Participation | 88 737 | 69,75 |       |        |

### Calgary Shepard
| Parti                  | Parti                  | Candidat               | Votes  | %     | +/-   | Maj.   |
| ---------------------- | ---------------------- | ---------------------- | ------ | ----- | ----- | ------ |
|                        | Conservateur           | Tom Kmiec              | 44 363 | 67,99 | 7,62  | 25 942 |
|                        | Libéral                | Gul Khan               | 18 421 | 28,23 | 14,22 |        |
|                        | NPD                    | Tory Tomblin           | 1 780  | 2,73  | 13,72 |        |
|                        | Parti populaire        | Donald Legere          | 383    | 0,59  | 5,23  |        |
|                        | Vert                   | Robert Frasch          | 302    | 0,46  | 1,31  |        |
|                        |                        |                        |        |       |       |        |
| Votes valides          | Votes valides          | Votes valides          | 65 249 | 99,55 |       |        |
| Bulletins nuls         | Bulletins nuls         | Bulletins nuls         | 294    | 0,45  |       |        |
| Total                  | Total                  | Total                  | 65 543 | 100   |       |        |
| Abstention             | Abstention             | Abstention             | 26 639 | 29,54 |       |        |
| Inscrits/Participation | Inscrits/Participation | Inscrits/Participation | 90 182 | 72,68 |       |        |

### Calgary Signal Hill
| Parti                  | Parti                  | Candidat               | Votes  | %     | +/-   | Maj.   |
| ---------------------- | ---------------------- | ---------------------- | ------ | ----- | ----- | ------ |
|                        | Conservateur           | David GL McKenzie      | 41 638 | 60,15 | 1,17  | 16 464 |
|                        | Libéral                | Bryndis Whitson        | 25 174 | 36,37 | 17,77 |        |
|                        | NPD                    | Khalis Ahmed           | 1 656  | 2,39  | 12,45 |        |
|                        | Parti populaire        | Grant Strem            | 492    | 0,67  | 4,12  |        |
|                        | PAC                    | Paul Godard            | 265    | 0,38  | Nv.   |        |
|                        |                        |                        |        |       |       |        |
| Votes valides          | Votes valides          | Votes valides          | 69 225 | 99,45 |       |        |
| Bulletins nuls         | Bulletins nuls         | Bulletins nuls         | 382    | 0,55  |       |        |
| Total                  | Total                  | Total                  | 69 607 | 100   |       |        |
| Abstention             | Abstention             | Abstention             | 23 305 | 25,08 |       |        |
| Inscrits/Participation | Inscrits/Participation | Inscrits/Participation | 92 912 | 74,92 |       |        |

### Calgary Skyview
| Parti                  | Parti                  | Candidat               | Votes  | %     | +/-   | Maj.  |
| ---------------------- | ---------------------- | ---------------------- | ------ | ----- | ----- | ----- |
|                        | Conservateur           | Amanpreet S. Gill      | 27 808 | 55,45 | 19,38 | 8 966 |
|                        | Libéral                | Hafeez Malik           | 18 842 | 37,57 | 4,79  |       |
|                        | NPD                    | Rajesh Angral          | 1 351  | 2,69  | 13,52 |       |
|                        | Indépendant            | Minesh Patel           | 1 002  | 2,00  | Nv.   |       |
|                        | Indépendant            | Scott Calverley        | 620    | 1,24  | Nv.   |       |
|                        | Indépendant            | Jag Anand              | 529    | 1,05  | Nv.   |       |
|                        |                        |                        |        |       |       |       |
| Votes valides          | Votes valides          | Votes valides          | 50 152 | 99,28 |       |       |
| Bulletins nuls         | Bulletins nuls         | Bulletins nuls         | 362    | 0,72  |       |       |
| Total                  | Total                  | Total                  | 50 514 | 100   |       |       |
| Abstention             | Abstention             | Abstention             | 30 671 | 37,78 |       |       |
| Inscrits/Participation | Inscrits/Participation | Inscrits/Participation | 81 185 | 62,22 |       |       |

### Edmonton-Centre
| Parti                  | Parti                  | Candidat                  | Votes  | %     | +/-   | Maj.  |
| ---------------------- | ---------------------- | ------------------------- | ------ | ----- | ----- | ----- |
|                        | Libéral                | Eleanor Olszewski         | 24 138 | 44,35 | 10,66 | 3 512 |
|                        | Conservateur           | Sayid Ahmed               | 20 626 | 37,90 | 5,46  |       |
|                        | NPD                    | Trisha Estabrooks         | 8 440  | 15,51 | 13,32 |       |
|                        | Parti populaire        | John Ross                 | 468    | 0,86  | 3,4   |       |
|                        | Héritage chrétien      | David John Bohonos        | 158    | 0,29  | Nv.   |       |
|                        | Indépendant            | Gregory Bell              | 155    | 0,29  | Nv.   |       |
|                        | Indépendant            | Mike Dutcher              | 137    | 0,25  | Nv.   |       |
|                        | Communiste             | Naomi Rankin              | 133    | 0,24  | Nv.   |       |
|                        | Indépendant            | Ronald S. Billingsley Jr. | 106    | 0,19  | Nv.   |       |
|                        | Marxiste-léniniste     | Merryn Edwards            | 67     | 0,12  | 0,11  |       |
|                        |                        |                           |        |       |       |       |
| Votes valides          | Votes valides          | Votes valides             | 54 428 | 99,13 |       |       |
| Bulletins nuls         | Bulletins nuls         | Bulletins nuls            | 479    | 0,87  |       |       |
| Total                  | Total                  | Total                     | 54 907 | 100   |       |       |
| Abstention             | Abstention             | Abstention                | 30 753 | 35,90 |       |       |
| Inscrits/Participation | Inscrits/Participation | Inscrits/Participation    | 85 660 | 64,10 |       |       |

### Edmonton Gateway
| Parti                  | Parti                  | Candidat               | Votes  | %     | Maj.  |  |
| ---------------------- | ---------------------- | ---------------------- | ------ | ----- | ----- |  |
|                        | Conservateur           | Tim Uppal              | 26 385 | 50,59 | 6 950 |  |
|                        | Libéral                | Jeremy Hoefsloot       | 19 435 | 37,27 |       |  |
|                        | NPD                    | Madeline Mayes         | 2 565  | 4,92  |       |  |
|                        | ø                      | Rod Loyola             | 2 455  | 4,71  |       |  |
|                        | Indépendant            | Ashok Patel            | 838    | 1,61  |       |  |
|                        | Parti populaire        | Paul McCormack         | 474    | 0,91  |       |  |
|                        |                        |                        |        |       |       |  |
| Votes valides          | Votes valides          | Votes valides          | 52 152 | 99,16 |       |  |
| Bulletins nuls         | Bulletins nuls         | Bulletins nuls         | 442    | 0,84  |       |  |
| Total                  | Total                  | Total                  | 52 594 | 100   |       |  |
| Abstention             | Abstention             | Abstention             | 23 976 | 31,31 |       |  |
| Inscrits/Participation | Inscrits/Participation | Inscrits/Participation | 76 570 | 68,69 |       |  |

### Edmonton Griesbach
| Parti                  | Parti                  | Candidat               | Votes  | %     | +/-  | Maj.  |
| ---------------------- | ---------------------- | ---------------------- | ------ | ----- | ---- | ----- |
|                        | Conservateur           | Kerry Diotte           | 22 256 | 45,45 | 8,39 | 5 539 |
|                        | NPD                    | Blake Desjarlais       | 16 717 | 34,14 | 6,4  |       |
|                        | Libéral                | Patrick Lennox         | 8 973  | 18,32 | 4,43 |       |
|                        | Parti populaire        | Thomas Matty           | 318    | 0,65  | 5,43 |       |
|                        | Vert                   | Michael Hunter         | 302    | 0,62  | 0,63 |       |
|                        | Communiste             | Alex Boykowich         | 146    | 0,30  | 0,03 |       |
|                        | Indépendant            | Crystal Vargas         | 118    | 0,24  | Nv.  |       |
|                        | PAC                    | Brent Tyson            | 72     | 0,15  | Nv.  |       |
|                        | Marxiste-léniniste     | Mary Joyce             | 64     | 0,13  | 0,11 |       |
|                        |                        |                        |        |       |      |       |
| Votes valides          | Votes valides          | Votes valides          | 48 966 | 99,10 |      |       |
| Bulletins nuls         | Bulletins nuls         | Bulletins nuls         | 446    | 0,90  |      |       |
| Total                  | Total                  | Total                  | 49 412 | 100   |      |       |
| Abstention             | Abstention             | Abstention             | 36 787 | 42,68 |      |       |
| Inscrits/Participation | Inscrits/Participation | Inscrits/Participation | 86 199 | 57,32 |      |       |

### Edmonton Manning
| Parti                  | Parti                  | Candidat               | Votes  | %     | +/-   | Maj.  |
| ---------------------- | ---------------------- | ---------------------- | ------ | ----- | ----- | ----- |
|                        | Conservateur           | Ziad Aboultaif         | 26 445 | 53,09 | 12,02 | 8 842 |
|                        | Libéral                | Blair-Marie Coles      | 17 603 | 35,34 | 14,07 |       |
|                        | NPD                    | Lesley Thompson        | 4 935  | 9,91  | 20,56 |       |
|                        | Parti populaire        | Robert Bard            | 824    | 1,65  | 5,27  |       |
|                        |                        |                        |        |       |       |       |
| Votes valides          | Votes valides          | Votes valides          | 49 807 | 99,00 |       |       |
| Bulletins nuls         | Bulletins nuls         | Bulletins nuls         | 505    | 1,00  |       |       |
| Total                  | Total                  | Total                  | 50 312 | 100   |       |       |
| Abstention             | Abstention             | Abstention             | 31 113 | 38,21 |       |       |
| Inscrits/Participation | Inscrits/Participation | Inscrits/Participation | 81 425 | 61,79 |       |       |

### Edmonton-Nord-Ouest
| Parti                  | Parti                  | Candidat               | Votes  | %     | Maj.  |  |
| ---------------------- | ---------------------- | ---------------------- | ------ | ----- | ----- |  |
|                        | Conservateur           | Billy Morin            | 29 194 | 53,44 | 8 287 |  |
|                        | Libéral                | Lindsey Machona        | 20 907 | 38,27 |       |  |
|                        | NPD                    | Omar Abubakar          | 3 597  | 6,58  |       |  |
|                        | Parti populaire        | Albert Carson          | 593    | 1,09  |       |  |
|                        | Vert                   | Colleen Rice           | 335    | 0,61  |       |  |
|                        |                        |                        |        |       |       |  |
| Votes valides          | Votes valides          | Votes valides          | 54 626 | 99,35 |       |  |
| Bulletins nuls         | Bulletins nuls         | Bulletins nuls         | 357    | 0,65  |       |  |
| Total                  | Total                  | Total                  | 54 983 | 100   |       |  |
| Abstention             | Abstention             | Abstention             | 29 609 | 35,00 |       |  |
| Inscrits/Participation | Inscrits/Participation | Inscrits/Participation | 84 592 | 65,00 |       |  |

### Edmonton-Ouest
| Parti                  | Parti                  | Candidat               | Votes  | %     | +/-   | Maj.  |
| ---------------------- | ---------------------- | ---------------------- | ------ | ----- | ----- | ----- |
|                        | Conservateur           | Kelly McCauley         | 31 201 | 52,87 | 7,72  | 7 206 |
|                        | Libéral                | Brad Fournier          | 23 995 | 40,66 | 17,41 |       |
|                        | NPD                    | Sean McQuillan         | 3 164  | 5,36  | 19,98 |       |
|                        | Parti populaire        | Brent Kinzel           | 534    | 0,90  | 5,09  |       |
|                        | Marxiste-léniniste     | Peggy Morton           | 121    | 0,21  | 0,06  |       |
|                        |                        |                        |        |       |       |       |
| Votes valides          | Votes valides          | Votes valides          | 59 015 | 99,39 |       |       |
| Bulletins nuls         | Bulletins nuls         | Bulletins nuls         | 361    | 0,61  |       |       |
| Total                  | Total                  | Total                  | 59 376 | 100   |       |       |
| Abstention             | Abstention             | Abstention             | 24 752 | 29,42 |       |       |
| Inscrits/Participation | Inscrits/Participation | Inscrits/Participation | 84 128 | 70,58 |       |       |

### Edmonton Riverbend
| Parti                  | Parti                  | Candidat               | Votes  | %     | +/-   | Maj.  |
| ---------------------- | ---------------------- | ---------------------- | ------ | ----- | ----- | ----- |
|                        | Conservateur           | Matt Jeneroux          | 30 343 | 50,24 | 5,09  | 3 268 |
|                        | Libéral                | Mark Minenko           | 27 075 | 44,83 | 19,94 |       |
|                        | NPD                    | Susan Cake             | 2 563  | 4,24  | 20,62 |       |
|                        | Parti populaire        | Dwayne Dudiak          | 410    | 0,68  | 3,08  |       |
|                        |                        |                        |        |       |       |       |
| Votes valides          | Votes valides          | Votes valides          | 60 391 | 99,29 |       |       |
| Bulletins nuls         | Bulletins nuls         | Bulletins nuls         | 431    | 0,71  |       |       |
| Total                  | Total                  | Total                  | 60 822 | 100   |       |       |
| Abstention             | Abstention             | Abstention             | 24 578 | 28,78 |       |       |
| Inscrits/Participation | Inscrits/Participation | Inscrits/Participation | 85 400 | 71,22 |       |       |

### Edmonton Strathcona
| Parti                  | Parti                  | Candidat               | Votes  | %     | +/-   | Maj.  |
| ---------------------- | ---------------------- | ---------------------- | ------ | ----- | ----- | ----- |
|                        | NPD                    | Heather McPherson      | 28 027 | 46,96 | 13,72 | 8 259 |
|                        | Conservateur           | Miles Berry            | 19 768 | 33,12 | 7,63  |       |
|                        | Libéral                | Ron Thiering           | 10 709 | 17,94 | 10,38 |       |
|                        | Parti populaire        | David Joel Wojtowicz   | 386    | 0,65  | 3,88  |       |
|                        | Vert                   | Atul Deshmukh          | 366    | 0,61  | 0,6   |       |
|                        | Indépendant            | Graham Lettner         | 250    | 0,42  | Nv.   |       |
|                        | Communiste             | Christian Bourque      | 181    | 0,30  | Nv.   |       |
|                        |                        |                        |        |       |       |       |
| Votes valides          | Votes valides          | Votes valides          | 59 687 | 99,39 |       |       |
| Bulletins nuls         | Bulletins nuls         | Bulletins nuls         | 364    | 0,61  |       |       |
| Total                  | Total                  | Total                  | 60 051 | 100   |       |       |
| Abstention             | Abstention             | Abstention             | 22 215 | 27,00 |       |       |
| Inscrits/Participation | Inscrits/Participation | Inscrits/Participation | 82 266 | 73,00 |       |       |

### Edmonton-Sud-Est
| Parti                  | Parti                  | Candidat               | Votes  | %     | Maj.  |  |
| ---------------------- | ---------------------- | ---------------------- | ------ | ----- | ----- |  |
|                        | Conservateur           | Jagsharan Singh Mahal  | 25 206 | 52,88 | 6 725 |  |
|                        | Libéral                | Amarjeet Sohi          | 18 481 | 38,77 |       |  |
|                        | NPD                    | Harpreet Grewal        | 2 536  | 5,32  |       |  |
|                        | Parti populaire        | Martin Schuetza        | 881    | 1,85  |       |  |
|                        | Indépendant            | Gurleen Chandi         | 292    | 0,61  |       |  |
|                        | Communiste             | Corinne Benson         | 268    | 0,56  |       |  |
|                        |                        |                        |        |       |       |  |
| Votes valides          | Votes valides          | Votes valides          | 47 664 | 99,06 |       |  |
| Bulletins nuls         | Bulletins nuls         | Bulletins nuls         | 452    | 0,94  |       |  |
| Total                  | Total                  | Total                  | 48 116 | 100   |       |  |
| Abstention             | Abstention             | Abstention             | 23 477 | 32,79 |       |  |
| Inscrits/Participation | Inscrits/Participation | Inscrits/Participation | 71 593 | 67,21 |       |  |

### Foothills
| Parti                  | Parti                  | Candidat               | Votes  | %     | +/-   | Maj.   |
| ---------------------- | ---------------------- | ---------------------- | ------ | ----- | ----- | ------ |
|                        | Conservateur           | John Barlow            | 54 874 | 76,33 | 7,1   | 41 168 |
|                        | Libéral                | John Bruinsma          | 13 706 | 19,07 | 12,15 |        |
|                        | NPD                    | Kaitte Aurora          | 1 923  | 2,67  | 8,41  |        |
|                        | Parti populaire        | Paul O'Halloran        | 796    | 1,11  | 6,85  |        |
|                        | Vert                   | Emma Hoberg            | 589    | 0,82  | 0,43  |        |
|                        |                        |                        |        |       |       |        |
| Votes valides          | Votes valides          | Votes valides          | 71 888 | 99,53 |       |        |
| Bulletins nuls         | Bulletins nuls         | Bulletins nuls         | 336    | 0,47  |       |        |
| Total                  | Total                  | Total                  | 72 224 | 100   |       |        |
| Abstention             | Abstention             | Abstention             | 23 001 | 24,15 |       |        |
| Inscrits/Participation | Inscrits/Participation | Inscrits/Participation | 95 225 | 75,85 |       |        |

### Fort McMurray—Cold Lake
| Parti                  | Parti                  | Candidat               | Votes  | %     | +/-   | Maj.   |
| ---------------------- | ---------------------- | ---------------------- | ------ | ----- | ----- | ------ |
|                        | Conservateur           | Laila Goodridge        | 39 649 | 80,15 | 12,38 | 32 456 |
|                        | Libéral                | Kaitlyn Staines        | 7 193  | 14,54 | 7,45  |        |
|                        | NPD                    | You-Ju Choi            | 1 337  | 2,70  | 7,44  |        |
|                        | Parti populaire        | Alan Clarke            | 896    | 1,81  | 10,89 |        |
|                        | Vert                   | Brian Deheer           | 290    | 0,59  | 0,39  |        |
|                        | Indépendant            | Kulbir Chawla          | 101    | 0,20  | Nv.   |        |
|                        |                        |                        |        |       |       |        |
| Votes valides          | Votes valides          | Votes valides          | 49 466 | 99,35 |       |        |
| Bulletins nuls         | Bulletins nuls         | Bulletins nuls         | 325    | 0,65  |       |        |
| Total                  | Total                  | Total                  | 49 791 | 100   |       |        |
| Abstention             | Abstention             | Abstention             | 29 472 | 37,18 |       |        |
| Inscrits/Participation | Inscrits/Participation | Inscrits/Participation | 79 263 | 62,82 |       |        |

### Grande Prairie
| Parti                  | Parti                  | Candidat               | Votes  | %     | +/-   | Maj.   |
| ---------------------- | ---------------------- | ---------------------- | ------ | ----- | ----- | ------ |
|                        | Conservateur           | Chris Warkentin        | 47 904 | 81,67 | 13,25 | 40 958 |
|                        | Libéral                | Maureen Mcleod         | 6 946  | 11,84 | 7,33  |        |
|                        | NPD                    | Jennifer Villebrun     | 2 460  | 4,19  | 7,97  |        |
|                        | Parti populaire        | Shawn McLean           | 828    | 1,41  | 8,77  |        |
|                        | Rhinocéros             | Donovan Eckstrom       | 291    | 0,50  | 0,09  |        |
|                        | Indépendant            | Elliot McDavid         | 223    | 0,38  | Nv.   |        |
|                        |                        |                        |        |       |       |        |
| Votes valides          | Votes valides          | Votes valides          | 58 652 | 99,41 |       |        |
| Bulletins nuls         | Bulletins nuls         | Bulletins nuls         | 348    | 0,59  |       |        |
| Total                  | Total                  | Total                  | 59 000 | 100   |       |        |
| Abstention             | Abstention             | Abstention             | 24 264 | 29,14 |       |        |
| Inscrits/Participation | Inscrits/Participation | Inscrits/Participation | 83 264 | 70,86 |       |        |

### Lakeland
| Parti                  | Parti                  | Candidat               | Votes  | %     | +/-   | Maj.   |
| ---------------------- | ---------------------- | ---------------------- | ------ | ----- | ----- | ------ |
|                        | Conservateur           | Shannon Stubbs         | 45 826 | 80,97 | 11,54 | 38 940 |
|                        | Libéral                | Barry Milaney          | 6 886  | 12,17 | 7,21  |        |
|                        | NPD                    | Des Bissonnette        | 2 153  | 3,80  | 6,68  |        |
|                        | Parti populaire        | Michael Manchen        | 982    | 1,74  | 9,33  |        |
|                        | Vert                   | Bridget Burns          | 411    | 0,73  | 0,15  |        |
|                        | Héritage chrétien      | Micheal Speirs         | 335    | 0,59  | Nv.   |        |
|                        |                        |                        |        |       |       |        |
| Votes valides          | Votes valides          | Votes valides          | 56 593 | 99,62 |       |        |
| Bulletins nuls         | Bulletins nuls         | Bulletins nuls         | 216    | 0,38  |       |        |
| Total                  | Total                  | Total                  | 56 809 | 100   |       |        |
| Abstention             | Abstention             | Abstention             | 22 970 | 28,79 |       |        |
| Inscrits/Participation | Inscrits/Participation | Inscrits/Participation | 79 779 | 71,21 |       |        |

### Leduc—Wetaskiwin
| Parti                  | Parti                  | Candidat               | Votes  | %     | Maj.   |  |
| ---------------------- | ---------------------- | ---------------------- | ------ | ----- | ------ |  |
|                        | Conservateur           | Mike Lake              | 47 947 | 74,73 | 36 811 |  |
|                        | Libéral                | Ronald Brochu          | 11 136 | 17,36 |        |  |
|                        | NPD                    | Katherine Swampy       | 3 927  | 6,12  |        |  |
|                        | Parti populaire        | Jose Flores            | 688    | 1,07  |        |  |
|                        | Parti uni              | Kirk Cayer             | 318    | 0,50  |        |  |
|                        | PAC                    | Christopher Everingham | 145    | 0,23  |        |  |
|                        |                        |                        |        |       |        |  |
| Votes valides          | Votes valides          | Votes valides          | 64 161 | 99,47 |        |  |
| Bulletins nuls         | Bulletins nuls         | Bulletins nuls         | 341    | 0,53  |        |  |
| Total                  | Total                  | Total                  | 64 502 | 100   |        |  |
| Abstention             | Abstention             | Abstention             | 24 173 | 27,26 |        |  |
| Inscrits/Participation | Inscrits/Participation | Inscrits/Participation | 88 675 | 72,74 |        |  |

### Lethbridge
| Parti                  | Parti                  | Candidat               | Votes  | %     | +/-   | Maj.   |
| ---------------------- | ---------------------- | ---------------------- | ------ | ----- | ----- | ------ |
|                        | Conservateur           | Rachael Thomas         | 40 866 | 61,05 | 5,4   | 18 967 |
|                        | Libéral                | Chris Spearman         | 21 899 | 32,70 | 17,56 |        |
|                        | NPD                    | Nathan Svoboda         | 2 431  | 3,63  | 15,68 |        |
|                        | Héritage chrétien      | Marc Slingerland       | 806    | 1,20  | 0,24  |        |
|                        | Parti populaire        | Clara Piedalue         | 478    | 0,71  | 6,24  |        |
|                        | Vert                   | Amber Murray           | 457    | 0,68  | Nv.   |        |
|                        |                        |                        |        |       |       |        |
| Votes valides          | Votes valides          | Votes valides          | 66 937 | 99,64 |       |        |
| Bulletins nuls         | Bulletins nuls         | Bulletins nuls         | 240    | 0,36  |       |        |
| Total                  | Total                  | Total                  | 67 177 | 100   |       |        |
| Abstention             | Abstention             | Abstention             | 27 306 | 28,90 |       |        |
| Inscrits/Participation | Inscrits/Participation | Inscrits/Participation | 94 483 | 71,10 |       |        |

### Medicine Hat—Cardston—Warner
| Parti                  | Parti                  | Candidat               | Votes  | %     | +/-   | Maj.   |
| ---------------------- | ---------------------- | ---------------------- | ------ | ----- | ----- | ------ |
|                        | Conservateur           | Glen Motz              | 41 518 | 76,75 | 11,38 | 31 964 |
|                        | Libéral                | Tom Rooke              | 9 554  | 17,66 | 10,4  |        |
|                        | NPD                    | Jocelyn Johnson        | 2 588  | 4,73  | 9,35  |        |
|                        | Vert                   | Andy Shadrack          | 440    | 0,81  | 0,69  |        |
|                        |                        |                        |        |       |       |        |
| Votes valides          | Votes valides          | Votes valides          | 54 100 | 99,38 |       |        |
| Bulletins nuls         | Bulletins nuls         | Bulletins nuls         | 339    | 0,62  |       |        |
| Total                  | Total                  | Total                  | 54 439 | 100   |       |        |
| Abstention             | Abstention             | Abstention             | 25 124 | 31,58 |       |        |
| Inscrits/Participation | Inscrits/Participation | Inscrits/Participation | 79 563 | 68,42 |       |        |

### Parkland
| Parti                  | Parti                  | Candidat               | Votes  | %     | Maj.   |  |
| ---------------------- | ---------------------- | ---------------------- | ------ | ----- | ------ |  |
|                        | Conservateur           | Dane Lloyd             | 53 468 | 72,38 | 40 778 |  |
|                        | Libéral                | Ashley Fearnall        | 12 690 | 17,85 |        |  |
|                        | NPD                    | Keri Goad              | 2 949  | 4,15  |        |  |
|                        | Parti populaire        | Jason Lavigne          | 1 066  | 1,50  |        |  |
|                        | Vert                   | Daniel Birrell         | 449    | 0,63  |        |  |
|                        | Parti uni              | Wade Klassen           | 287    | 0,40  |        |  |
|                        | Héritage chrétien      | Kevin Schulthies       | 198    | 0,28  |        |  |
|                        |                        |                        |        |       |        |  |
| Votes valides          | Votes valides          | Votes valides          | 71 107 | 99,44 |        |  |
| Bulletins nuls         | Bulletins nuls         | Bulletins nuls         | 398    | 0,56  |        |  |
| Total                  | Total                  | Total                  | 71 505 | 100   |        |  |
| Abstention             | Abstention             | Abstention             | 22 452 | 23,90 |        |  |
| Inscrits/Participation | Inscrits/Participation | Inscrits/Participation | 93 957 | 76,10 |        |  |

### Peace River—Westlock
| Parti                  | Parti                  | Candidat               | Votes  | %     | +/-   | Maj.   |
| ---------------------- | ---------------------- | ---------------------- | ------ | ----- | ----- | ------ |
|                        | Conservateur           | Arnold Viersen         | 41 130 | 77,07 | 14,05 | 34 852 |
|                        | Libéral                | Luke Markowski         | 6 278  | 11,76 | 6,56  |        |
|                        | Indépendant            | Darrell Teske          | 3 048  | 5,71  | Nv.   |        |
|                        | NPD                    | Landen Tischer         | 2 913  | 5,46  | 7,4   |        |
|                        |                        |                        |        |       |       |        |
| Votes valides          | Votes valides          | Votes valides          | 53 369 | 99,26 |       |        |
| Bulletins nuls         | Bulletins nuls         | Bulletins nuls         | 398    | 0,74  |       |        |
| Total                  | Total                  | Total                  | 53 767 | 100   |       |        |
| Abstention             | Abstention             | Abstention             | 26 969 | 33,40 |       |        |
| Inscrits/Participation | Inscrits/Participation | Inscrits/Participation | 80 736 | 66,60 |       |        |

### Ponoka—Didsbury
| Parti                  | Parti                  | Candidat               | Votes  | %     | Maj.   |  |
| ---------------------- | ---------------------- | ---------------------- | ------ | ----- | ------ |  |
|                        | Conservateur           | Blaine Calkins         | 56 106 | 81,81 | 48 692 |  |
|                        | NPD                    | Logan Hooley           | 7 414  | 10,82 |        |  |
|                        | Parti uni              | Grant Abraham          | 2 129  | 3,10  |        |  |
|                        | ø                      | Zarnab Zafar           | 1 641  | 2,39  |        |  |
|                        | Parti populaire        | Larry Gratton          | 1 289  | 1,88  |        |  |
|                        |                        |                        |        |       |        |  |
| Votes valides          | Votes valides          | Votes valides          | 68 579 | 99,20 |        |  |
| Bulletins nuls         | Bulletins nuls         | Bulletins nuls         | 552    | 0,80  |        |  |
| Total                  | Total                  | Total                  | 69 131 | 100   |        |  |
| Abstention             | Abstention             | Abstention             | 21 096 | 23,38 |        |  |
| Inscrits/Participation | Inscrits/Participation | Inscrits/Participation | 90 227 | 76,62 |        |  |

### Red Deer
| Parti                  | Parti                  | Candidat               | Votes  | %     | Maj.   |  |
| ---------------------- | ---------------------- | ---------------------- | ------ | ----- | ------ |  |
|                        | Conservateur           | Burton Bailey          | 44 239 | 71,55 | 30 675 |  |
|                        | Libéral                | Ayaz Bangash           | 13 564 | 21,94 |        |  |
|                        | NPD                    | Elias Assefa           | 2 375  | 3,84  |        |  |
|                        | Parti populaire        | Kyla Courte            | 813    | 1,31  |        |  |
|                        | Vert                   | Ashley MacDonald       | 618    | 1,00  |        |  |
|                        | Héritage chrétien      | Brandon Pringle        | 219    | 0,35  |        |  |
|                        |                        |                        |        |       |        |  |
| Votes valides          | Votes valides          | Votes valides          | 61 828 | 99,50 |        |  |
| Bulletins nuls         | Bulletins nuls         | Bulletins nuls         | 309    | 0,50  |        |  |
| Total                  | Total                  | Total                  | 62 137 | 100   |        |  |
| Abstention             | Abstention             | Abstention             | 25 238 | 28,88 |        |  |
| Inscrits/Participation | Inscrits/Participation | Inscrits/Participation | 87 375 | 71,12 |        |  |

### Sherwood Park—Fort Saskatchewan
| Parti                  | Parti                  | Candidat               | Votes   | %     | +/-   | Maj.   |
| ---------------------- | ---------------------- | ---------------------- | ------- | ----- | ----- | ------ |
|                        | Conservateur           | Garnett Genuis         | 54 131  | 66,32 | 8,77  | 31 953 |
|                        | Libéral                | Tanya Holm             | 22 178  | 27,17 | 14,94 |        |
|                        | NPD                    | Chris Jones            | 4 136   | 5,07  | 15,57 |        |
|                        | Parti populaire        | Jay Sobel              | 497     | 0,61  | 6,4   |        |
|                        | Vert                   | Randall Emmons         | 448     | 0,55  | 0,43  |        |
|                        | PAC                    | Mark Horseman          | 237     | 0,29  | Nv.   |        |
|                        |                        |                        |         |       |       |        |
| Votes valides          | Votes valides          | Votes valides          | 81 627  | 99,63 |       |        |
| Bulletins nuls         | Bulletins nuls         | Bulletins nuls         | 301     | 0,37  |       |        |
| Total                  | Total                  | Total                  | 81 928  | 100   |       |        |
| Abstention             | Abstention             | Abstention             | 21 912  | 21,10 |       |        |
| Inscrits/Participation | Inscrits/Participation | Inscrits/Participation | 103 840 | 78,90 |       |        |

### St. Albert—Sturgeon River
| Parti                  | Parti                  | Candidat               | Votes  | %     | Maj.   |  |
| ---------------------- | ---------------------- | ---------------------- | ------ | ----- | ------ |  |
|                        | Conservateur           | Michael Cooper         | 49 216 | 63,91 | 26 538 |  |
|                        | Libéral                | Lucia Stachurski       | 22 977 | 29,83 |        |  |
|                        | NPD                    | Dorothy Anderson       | 3 684  | 4,83  |        |  |
|                        | Parti populaire        | Brigitte Cecelia       | 820    | 1,09  |        |  |
|                        | Héritage chrétien      | Jeff Willerton         | 264    | 0,34  |        |  |
|                        |                        |                        |        |       |        |  |
| Votes valides          | Votes valides          | Votes valides          | 76 961 | 99,56 |        |  |
| Bulletins nuls         | Bulletins nuls         | Bulletins nuls         | 344    | 0,44  |        |  |
| Total                  | Total                  | Total                  | 77 305 | 100   |        |  |
| Abstention             | Abstention             | Abstention             | 21 847 | 22,03 |        |  |
| Inscrits/Participation | Inscrits/Participation | Inscrits/Participation | 99 152 | 77,97 |        |  |

### Yellowhead
| Parti                  | Parti                  | Candidat               | Votes  | %     | +/-   | Maj.   |
| ---------------------- | ---------------------- | ---------------------- | ------ | ----- | ----- | ------ |
|                        | Conservateur           | William Stevenson      | 47 863 | 69,08 | 2,92  | 30 394 |
|                        | Libéral                | Michael Fark           | 17 469 | 25,21 | 19,64 |        |
|                        | NPD                    | Avni Soma              | 2 753  | 3,97  | 7,8   |        |
|                        | Parti populaire        | Vicky Bayford          | 952    | 1,37  | 11,38 |        |
|                        | Héritage chrétien      | Dale Heath             | 253    | 0,37  | Nv.   |        |
|                        |                        |                        |        |       |       |        |
| Votes valides          | Votes valides          | Votes valides          | 69 290 | 99,31 |       |        |
| Bulletins nuls         | Bulletins nuls         | Bulletins nuls         | 484    | 0,69  |       |        |
| Total                  | Total                  | Total                  | 69 774 | 100   |       |        |
| Abstention             | Abstention             | Abstention             | 22 687 | 24,54 |       |        |
| Inscrits/Participation | Inscrits/Participation | Inscrits/Participation | 92 461 | 75,46 |       |        |